# بنك التنمية الاجتماعية
بنك التنمية الاجتماعية سابقًا كان يُسمى البنك السعودي للتسليف والادخار، وحصل في عام 2023 على شهادة اعتماد البنية المؤسسية الوطنية (المستوى الثالث)"، المقدمة من هيئة الحكومة الرقمية للجهات الحكومية المتميزة في تطبيق البنية المؤسسية حسب معايير نموذج النضج السعودي للبنية المؤسسية.

## النشأة والتأسيس
في عام 1971 صدر القرار الملكي بتأسيس البنك السعودي للتسليف برأس مال قدره 5 ملايين ريال لتقديم قروض اجتماعيّة، وفي 1983 أُسند للبنك برنامج القروض المهنية، وفي 1993 حصلت زيادة لرأس مال البنك إلى مليار ريال، وفي 2001 ضُمّ برنامج خادم الحرمين الشريفين لتمويل سيارات الأجرة إلى البنك، وفي 2006 رفع رأس مال البنك إلى 6 مليارات ريال، وبعدها بعام في 2007 تغيّر المسمى إلى البنك السعودي للتسليف والادخار مع إضافة ثلاث مهام: «تقديم قروض بدون فوائد للمنشآت الصغيرة والناشئة- القيام بدور المنسق المكمل لرعاية قطاع المنشآت الصغيرة والناشئة- العمل على تشجيع التوفير والادخار»، وفي 2008 أضيفت وديعة بـ10 مليارات ريال لرأس مال البنك، وفي 2011 ازداد رأس مال البنك إلى 36 مليار ريال مع تعديل لوائح الإقراض للمنشآت الصغيرة والناشئة، وفي 2013 زيادة رأس مال البنك إلى 46 مليار ريال، وتعديل لوائح إقراض البرنامج الاجتماعي، وفي 2016 صدر قرار مجلس الوزراء بتغيير مسمى البنك إلى بنك التنمية الاجتماعية.

## رأسمال البنك
- في عام 1971 بدأ البنك رأسماله بخمسة ملايين ريال.
- في عام 1993 حصلت زيادة لرأس مال البنك إلى مليار ريال.
- في عام 2006 رفع رأس مال البنك إلى 6 مليارات ريال.
- في عام 2008 أضيفت وديعة بـ10 مليارات ريال لرأس مال البنك.
- في عام 2011 ازداد رأس مال البنك إلى 36 مليار.
- في عام 2013 زيادة رأس مال البنك إلى 46 مليار ريال.

## مهام البنك
- تقديم قروض بدون فائدة للمنشآت الصغيرة والناشئة ولأصحاب الحرف والمهن من المواطنين تشجيعاً لهم على مزاولة الأعمال والمهن بأنفسهم ولحسابهم الخاص.
- تقديم قروض بدون فائدة وخدمات غير مالية للجمعيات والمؤسسات الأهلية، بما يُمكنها من المساهمة في تقديم الخدمات للشرائح التي يستهدفها البنك.
- تقديم قروض اجتماعية بدون فائدة لذوي الدخول المحدودة من المواطنين لمساعدتهم على التغلب على صعوباتهم المالية.
- تقديم قروض بدون فائدة للمنشآت الصغيرة والناشئة بما يساعد في رفع مساهمتها في الاقتصاد الوطني وإيجاد فرص العمل.
- تقديم خدمات فنية وإدارية مساندة للمنشآت المستفيدة من خدمات البنك لرفع كفاءتها وزيادة فرص نجاحها.
- تحفيز القطاع الخاص للمشاركة في المسؤولية الاجتماعية بإدارة المحافظ المالية الخاصة من قبل البنك وتوجيهها للمستفيدين من خدماته بما يحقق غايات الإنماء الاجتماعي.
- العمل على تشجيع التوفير والإدخار للأفراد والمؤسسات في المملكة، وإيجاد الأدوات التي تحقق هذه الغاية.
- تنمية قطاع المشاريع متناهية الصغر ورعايتها بما يعزز دوره في التنمية الاقتصادية والاجتماعية.

## منتجات البنك
يقدم البنك 3 مسارات للمنتجات، وهي:

### منتجات الأفراد
- التمويل الاجتماعي وهو تمويل بدون رسوم مخصص للفئة الأشد حاجة ويصل إلى 60 ألف ريال، ويتضمن المنتجات التالية:
  - تمويل الزواج
  - تمويل الأسرة
  - تمويل الترميم
  - آهل [4]
  - كنف

ويمكن للأفراد الحاصلين على التمويل الاجتماعي الحصول أيضًا على «منتج زود الإدخاري».
- تمويل العمل الحرّ وهو تمويل لدعم الأفراد والأسر الراغبين في العمل لحساب أنفسهم في مجالات العمل الحر، ويتضمن المنتجات التالية:
  - منتج نفاذ «برسوم رمزية وبتمويل يصل إلى 150 ألف ريال»، وفيه مسارين:
    - الأعمال التخصصية «بحد أقصى 60 ألف ريال».
    - النقل التشاركي بحد أقصى 150 ألف ريال".

  - تمويل الأسر المنتجة «بدون رسوم وبتمويل يصل إلى 50 ألف ريال».

ويُمكن للأسر الحاصلين على شهادة تسجيل الأسر المنتجة لدى البنك الحصول أيضًا على «منتج زود للأسر المنتجة».

### منتجات الأعمال
تقديم القروض من 50 ألف إلى 8 ملايين ريال كحد أقصى، وتتضمن المنتجات التالية:
- الرعاية الصحية
- تمويل حاضنات ومسرعات الأعمال
- تمويل مشاريع التقنيات الناشئة
- عائد
- أسس
- حل
- عربات البيع المتنقلة
- تمويل المنشآت الناشئة
- تمويل الخريجين
- الاختراع
- التميز
- الامتياز التجاري

### منتجات القطاع الثالث
- دائم
- ساهم

## برامج البنك غير المالية
من أحد مهام البنك الرئيسة القيام بدور المنسق المكمل لرعاية قطاع المنشآت الصغيرة والناشئة، لذا قام البنك بتأسيس المركز الوطني لرعاية المنشآت الصغيرة والناشئة، حيث يعمل هذا المركز على دعم ومساندة رواد الأعمال من خلال تقديم الخدمات غير المالية لهم بهذا القطاع عبر 6 برامج مختلفة:
- برنامج الادخار
- برنامج التدريب والتأهيل
- برنامج الإرشاد
- برنامج عيادات الأعمال
- برنامج التكامل مع الكيانات الكبرى
- برنامج نشر ثقافة العمل الحر

## فروع البنك[3]
وللبنك (26) فرعاً منتشرة في جميع مناطق المملكة لإيصال خدماته للموطنين دون عناء في كل من:
- الرياض.
- جدة.
- الدمام.
- مكة المكرمة.
- المدينة المنورة.
- بريدة.
- الأحساء.
- خميس مشيط.
- الطائف.
- تبوك.
- حائل.
- الجوف.
- جازان.
- وادي الدواسر.
- الخرج.
- الباحة.
- نجران.
- بيشة.
- النماص.
- القنفذة.
- المجمعة.
- الدوادمي.
- القريات.
- حفر الباطن.
- عرعر.
- ينبع.
- الرس

علمًا بأن فروع «الرياض- جدة- الدمام- جازان» يُوجد بها أقسام نسائية.

## وصلات خارجية
- موقع البنك الرسمي